# René Fahr
René Fahr (* 27. Mai 1972 in Jugenheim) ist ein deutscher Betriebswirtschaftler und Hochschullehrer. Er ist Inhaber des Lehrstuhls Behavioral Economic Engineering and Responsible Management am Heinz Nixdorf Institut der Universität Paderborn.

## Leben
Nach dem Abitur am Alten Kurfürstlichen Gymnasium Bensheim 1991 und einer Ausbildung zum Bankkaufmann bei der Deutschen Bank in Darmstadt begann Fahr ein Studium der Volkswirtschaftslehre an der Universität Bonn, welches er als Diplom-Volkswirt 1998 abschloss. Von 1994 bis 1996 studierte er zudem Philosophie und Germanistik. Es folgte ein Promotionsstudium in Bonn sowie an der London School of Economics and Political Science, das er 2003 mit der Promotion zum Dr. rer. pol. mit einer Arbeit bei Klaus F. Zimmermann zum Thema Occupational Mobility and Occupational Matching: Some Implications for Career Choice and Labor Market Policy. abschloss.
Von 2003 bis 2008 war Fahr als Wissenschaftlicher Assistent am Lehrstuhl für allgemeine Betriebswirtschaftslehre und
Personalwirtschaftslehre an der Universität zu Köln sowie seit 2003 als Research Fellow am Forschungsinstitut zur Zukunft der Arbeit in Bonn tätig. 2008 folgte Fahr einem Ruf an die Universität Paderborn, an der er als Universitätsprofessor Inhaber des Lehrstuhls für Betriebswirtschaftslehre insbesondere Corporate Governance wurde. Seit 2020 ist er Stiftungsprofessor am Heinz Nixdorf Institut und Leiter der Fachgruppe Behavioural Economic Engineering & Responsible Management. Zudem war er von 2019 bis 2024 Vizepräsident für Wissens- und Technologietransfer der Universität Paderborn. Ab April 2025 ist er Vizepräsident für Transfer und Nachhaltigkeit der Universität Paderborn.

## Forschungsschwerpunkte
Fahrs Schwerpunkte liegen in der Betriebswirtschaftslehre und der Experimentellen Wirtschaftsforschung, unter anderem zu Entscheidungen in Organisationen, Personalökonomie und Industrielle Beziehungen. Seit 2009 ist Fahr wissenschaftlicher Direktor des BaER-Labs (Business and Economic Research Laboratory) der Wirtschaftswissenschaftlichen Fakultät der Universität Paderborn.

## Publikationen (Auswahl)
- mit Bernd Irlenbusch: Identifying Personality Traits to Enhance Trust between Organisations – An Experimental Approach, Managerial and Decision Economics, Vol. 29, 2008, S. 469–487
- mit Uwe Sunde: Regional Dependencies in Job Creation: An Efficiency Analysis for Western Germany, Applied Economics, Vol. 38 (10), 2006, S. 1193–1206
- Occupational mobility and occupational matching: some implications for career choice and labor market policy. Berlin 2003: dissertation.de. ISBN 3-89825-678-2
- mit Bernd Irlenbusch: Fairness as a Constraint on Trust in Reciprocity - Earned Property Rights in a Reciprocal Exchange Experiment, Economics Letters, Vol. 66, 2000, S. 275–282